# 米基·范德芬
米基·范德芬（荷蘭語：Micky van de Ven；2001年4月19日—）生于北荷兰省沃尔默兰市，是一名荷蘭足球運動員，司職中後衛。現效力於英超球隊熱刺、荷蘭國家足球隊。

## 俱樂部生涯

### 福伦丹
2013年，范德芬加入福伦丹青训。
2018年11月18日，他代表福伦丹青年队在荷兰四级联赛中首秀，对手是USV Hercules，该赛季，他随福伦丹青年队获得联赛冠军，升级到了荷丙。2019年夏天，他与俱乐部签下了自己第一份职业合同，并逐渐成为球队主力，后又戴上了队长袖标。凭借出色的发挥，他受到了多家豪门的关注，包括费耶诺德、马赛和沃尔夫斯堡。

### 沃尔夫斯堡
2021年8月31日，德甲沃尔夫斯堡官宣范德芬转会加盟，签约至2025年，转会费为350万欧元。在狼堡的初期，他上场机会不多，但在2022年成为新教练后，范德芬迅速崛起，在2022/23赛季的34轮联赛中首发33场，并在2022年11月8日对阵多特蒙德的比赛中打入他在德国的首个进球。
那个赛季，他在德甲联赛中创下了后卫球员的最高时速记录，达到22.3英里/小时。

### 熱刺
2023年8月8日，范德芬宣布與英超俱樂部熱刺簽署了一份為期六年的合約。據報導，這筆交易的價格約為5000萬歐元，幾乎等於俱樂部前一年為創下的中後衛轉會費紀錄。
2023年10月7日，范德芬在熱刺1-0戰勝盧頓的比賽中打進了他的第一個英超進球。
2023年11月6日在对阵切尔西的比赛中因腿筋受伤被替换下场，并于2024年1月14日在一场与曼联2-2战平的比赛中伤愈复出。同年1月31日，在对阵布伦特福德的比赛中，他被记录为自2020-21赛季开始数据收集以来，英超联赛中速度最快的球员，时速达到37.38公里/小时（23.23 英里/小时）。
2024年5月10日，他当选俱乐部赛季最佳球员。
2025年5月21日，范德芬随热刺赢得欧洲联赛冠军。在1-0战胜曼联的决赛中，他于下半场贡献一次关键的门线解围。

## 國家隊生涯
范德文于2021年首次入选荷兰U21国青队。两年后，他代表球队参加了2023年的U21欧洲杯。在那届杯赛中，他在球队参加的所有三场比赛中都是首发球员
2023年10月13日，范德芬在對法國的2024年歐洲國家盃外圍賽中首次代表荷蘭國家足球隊出賽。他在第80分鐘換下尼敦·亞基。

## 荣誉

### 俱乐部
热刺
- 欧洲联赛冠軍：2024–25年[11]

## 外部連結
- Micky van de Ven （页面存档备份，存于） at the VfL Wolfsburg website
- Micky van de Ven （页面存档备份，存于） at the Bundesliga website
- Ons Oranje U21 Profile （页面存档备份，存于）
- Soccerway資料庫：米基·范德芬